# Vorarlbergerisch
Vorarlbergerisch, auch Vorarlbergisch, ist eine Sammelbezeichnung für im österreichischen Bundesland Vorarlberg verbreitete Mundarten der Sprachgruppe der alemannischen Dialekte.

Das traditionelle Verbreitungsgebiet westoberdeutscher (=alemannischer) Dialektmerkmale im 19. und 20. Jahrhundert

## Dialekt
Die vorarlbergerischen Dialekte gehören zum alemannischen Dialektkontinuum und unterscheiden sich teils erheblich voneinander. Als bodenseealemannische, osthochalemannische und höchstalemannische Dialekte (die Walserdialekte) sind sie eng verwandt mit den angrenzenden Mundarten des Liechtensteinischen, dem Nordostschweizerischen und dem Allgäuerischen. Vorarlberg ist das einzige österreichische Bundesland, in dem keine bairischen Mundarten gesprochen werden. Daneben gibt es auch in Tirol zwei Täler, die nicht bairischsprachig sind.
Besonders ausgeprägte hochalemannische Dialekte sind der Montafoner, der Lustenauer und der Bregenzerwälder Dialekt. Es bestehen zahlreiche regionale Unterdialekte im Dialektkontinuum, speziell im „Wälderischen“ (Bregenzerwald), im Dornbirner Dialekt und den Dialekten im Raum Walgau und Bludenz.

## Kommunikation
Aufgrund der alemannischen Sprachverwandtschaft ist die mundartliche Kommunikation zwischen Vorarlbergern und den meisten Deutschschweizern sowie Südbadenern in der Regel problemlos möglich. Da im übrigen Österreich nur bairische Mundarten gesprochen werden, werden die Vorarlberger Mundarten hingegen nicht von allen Österreichern gleich gut verstanden.
Im Vorarlbergerischen gelten die im Alemannischen nicht oder nur teilweise übernommene frühneuhochdeutsche Diphthongierung – es heißt also Hūs für Haus, mīn für mein, Fǖr für Feuer – sowie das außer im Alemannischen auch in Teilen Tirols bekannte sch statt s (bischt für bist, Mascht für Mast). Typisch sind auch die Verwendung zahlreicher im Schriftdeutschen unbekannter Vokabeln (Hǟs für Kleidung, Gäalta für Zuber, Göbl, Goga, Goba oder Gofa für Kinder, Schmelga, mittelbregenzerwälderisch für Mädchen) sowie grammatikalische Eigenheiten wie die Verwendung der alemannischen Vergangenheitsformen i bin gsĩ (ich bin gewesen), i han ghaa (ich habe gehabt), i han gseaha (ich habe gesehen), i han gsēt (ich habe gesagt). Da wie in fast allen oberdeutschen Dialekten die Mitvergangenheitsform beim Verb „sein“ fehlt und i bin gsī anstatt des in den bairisch-österreichischen Dialekten üblichen i bin gwesn/gewest verwendet wird, werden die Vorarlberger im übrigen Österreich scherzhaft auch als „Gsiberger“ bezeichnet. Als typisch angesehen wird ferner die häufige Verwendung des Diminutivs, etwa Hüsle (kleines Haus, Häuschen).

## Beispiele
Viele Beispiele der Vorarlberger Sprache sind in der Liste Vorarlberger Dialektausdrücke zu finden.

### Regionalunterschiede im Walgau
(Standarddeutsch: „ein Stein“)
- Thüringen: een Schtee
- Nenzing: äan Schtäa
- Satteins: aan Schtaa
- Frastanz: oan Schtoa

### Textbeispiel
Aus dem Mundartgedicht Der Wasser-Schada vom Seeger an der Lutz (1831–1893):
A Wässerle, so kli und klar,
ma ment, as künn nit si –
und doch, es grift vertüflet a,
’s ischt Kriesewasser gsi!
(Ein Wässerchen, so klein und klar,
man meint, es könnte nicht sein –
und doch, es greift verteufelt an,
es war Kirschwasser!)
Regionalfärbung: Thüringisch („ma ment“ mit langem e)

### Begrüßung
Weit verbreitet sind Grüaß Gott, Grüaß Di (Grüß dich) oder je nach Tageszeit Guata Morga (Guten Morgen) oder Guata Obad (Guten Abend). Häufiger wird man unter Vorarlbergern jedoch den Gruß „Servus“ (meist ausgesprochen als Zeawas oder Seas) oder Heil(e) hören. Dieses „Heil“ hat nichts mit dem Heil-Ruf aus der Zeit des Nationalsozialismus zu tun, es ist ein weitestgehend unpolitisch gebrauchter Gruß, der allerdings nur unter guten Bekannten und ausschließlich Vorarlbergern benutzt wird. Ein weiteres, von vielen Vorarlbergern gerne benutztes Wort ist Habidere. Dieses leitet sich von der höflichen Begrüßung „Ich habe die Ehre“ ab. Grundsätzlich wird diese Begrüßung jedoch eher im legeren Umfeld gebraucht. Generell gilt es als unausgesprochene Regel, dass man als Vorarlberger nur Personen, die man gut kennt oder die nicht älter als man selbst sind, mit Zeawas, alle anderen mit dem höflicheren Grüaß Gott grüßt.
Ein weiterer – etwa dem grüßenden „Hallo“ entsprechender – Gruß ist das relativ häufig verwendete unförmliche Hoi. Dieses Wort wird man besonders im Bregenzerwald, in Lustenau, im Rheindelta (Hard, Höchst, Fußach, Gaißau), in Feldkirch und auch in Götzis und insbesondere im Schweizerdeutschen zu hören bekommen. Bei der Verabschiedung hört man besonders in Lustenau oft das Wort Lebe, das eine verkürzte Form von „lebe wohl“ darstellt.

## Vorarlberger Mundartautoren
- Hannes Grabher
- Hans Gruber (Thurnhers Hannes)
- Caspar Hagen
- Adolf Vallaster